# Flieden
Flieden ist eine Gemeinde und ein Dorf im osthessischen Landkreis Fulda.

## Geografie

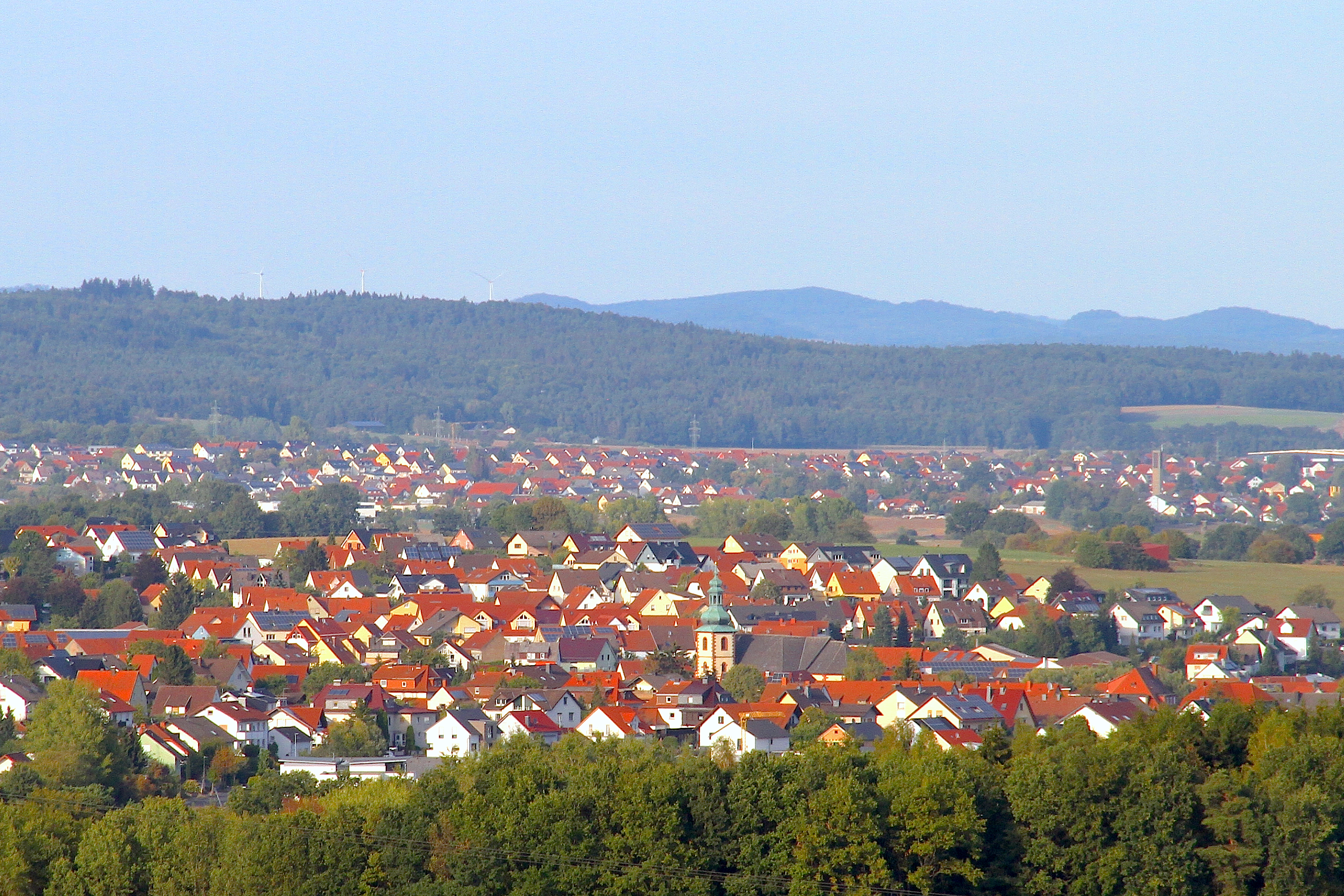
Flieden (Blick vom Weiler Kautz)

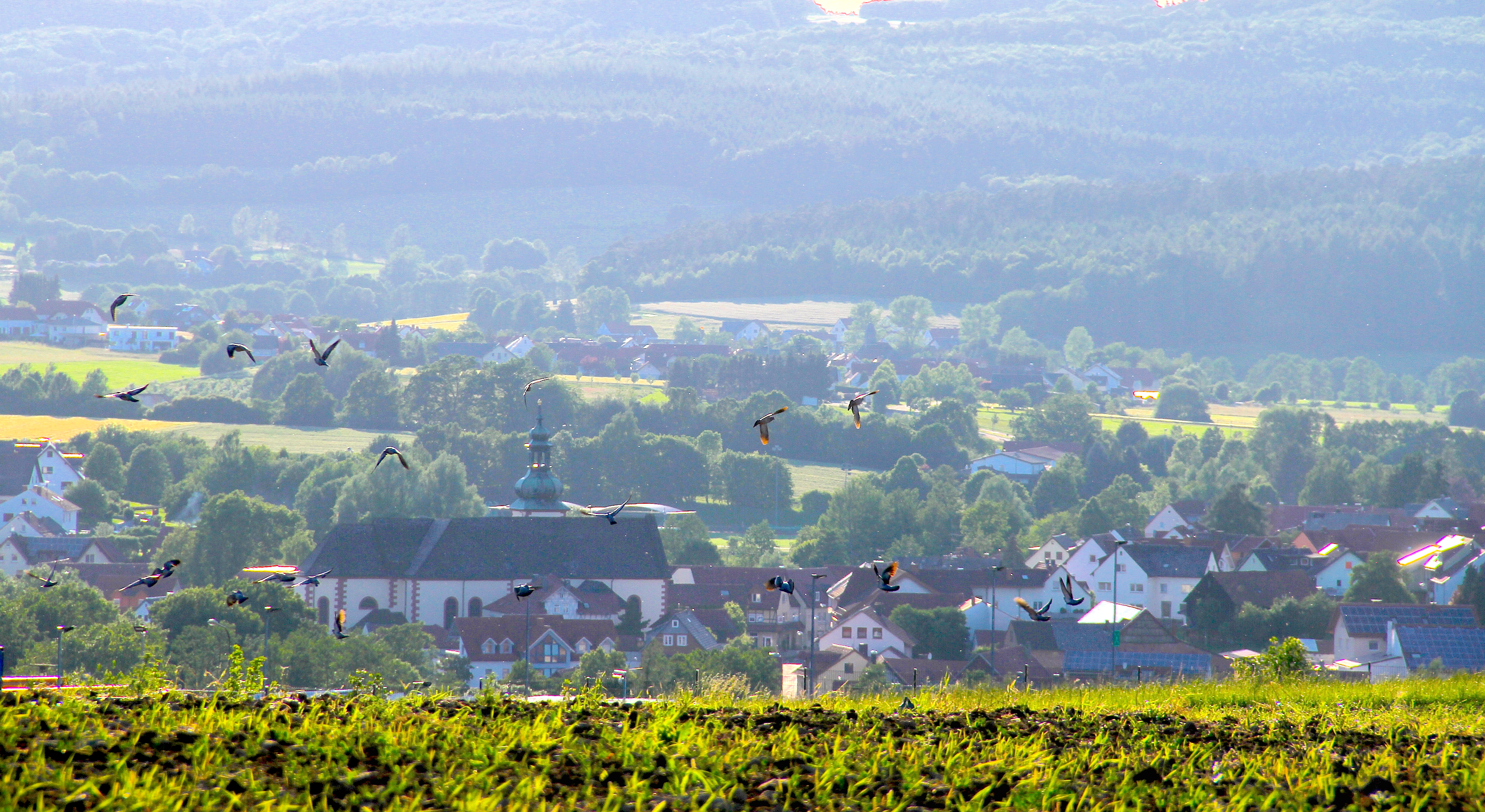
Flieden (Blick vom Eisenküppel)

### Geografische Lage
Der östliche Teil liegt nordwestlich des Landrückens, des Bindeglieds zwischen den Ausläufern des Vogelsbergs im Westen und der Rhön im Osten, im Fliedener Becken. Die südlichen Ortsteile liegen auf dem Landrücken, die westlichen gehören naturräumlich bereits zum unteren Vogelsberg. Diese Mittelgebirgslandschaft mit Mischwäldern und Ackerflächen bietet mit ihren höchsten Erhebungen, dem Knöschen (508,7 m) bei Buchenrod und dem Storker Küppel (468 m) beim Oberstork, weite Ausblicke auf die umgebende Landschaft. Die Gemeindefläche hat mit rund 1000 ha einen Waldanteil von 20 %. Der westliche Teil des Hauptortes Flieden wird vom Magdloser Wasser durchflossen. Nahe der TV-Turnhalle unter der Bahnhofsbrücke bildet sich aus dem Zusammenfluss von Magdloser Wasser und Kautzer Wasser die Fliede. Der Fluss verläuft daraufhin im Fliedetal Richtung Norden nach Neuhof und mündet auf der Höhe von Bronnzell in die Fulda.

### Nachbargemeinden
Die Gemeinde Flieden liegt am südlichen Rand des Landkreises Fulda und grenzt im Norden an die Gemeinde Neuhof und im Osten an Kalbach. Im Süden grenzt sie an die Städte Schlüchtern und Steinau an der Straße, die beide im Main-Kinzig-Kreis liegen.

### Gemeindegliederung
| Ortsteil                 | Einwohner | Einwohner |
| ------------------------ | --------- | --------- |
| Flieden                  | 3962      | 45 %      |
| Rückers                  | 1770      | 20 %      |
| Magdlos                  | 739       | 8 %       |
| Döngesmühle              | 661       | 7 %       |
| Schweben                 | 505       | 6 %       |
| Höf und Haid             | 344       | 4 %       |
| Struth                   | 357       | 4 %       |
| Buchenrod                | 307       | 3 %       |
| Stork                    | 204       | 2 %       |
| gesamt                   | 8849      | 100 %     |
| Stand: 31: Dezember 2022 |           |           |

Die Großgemeinde Flieden ist ländlich geprägt und besteht neben dem Hauptort Flieden aus den Ortsteilen Buchenrod, Döngesmühle (mit den Weilern Weinberg, Kellerei und Rückgrund), Höf und Haid (mit den Weilern Berntal, Fuldaische Höfe, Katzenberg, Kautz, Laugendorf, Steinbruch, Stillerz und Untermühle), Magdlos (mit den Weilern Federwisch, Berishof und Langenau), Rückers (mit den Weilern Keutzelbuch und Leimenhof), Schweben, Stork (mit den Weilern Unterstork, Oberstork und Storker Hof) und Struth.
Eine sprachliche Besonderheit bilden die lokalen Präpositionen in Bezug auf die einzelnen Ortsteile. Während es in Fliedener Mundart wie im Hochdeutschen beispielsweise „nach Magdlos“ heißt, ist nach lokaler Umgangssprache der Wortlaut „auf die Döngesmühle“, „auf die Struth“ oder „zum Stork“ korrekt.

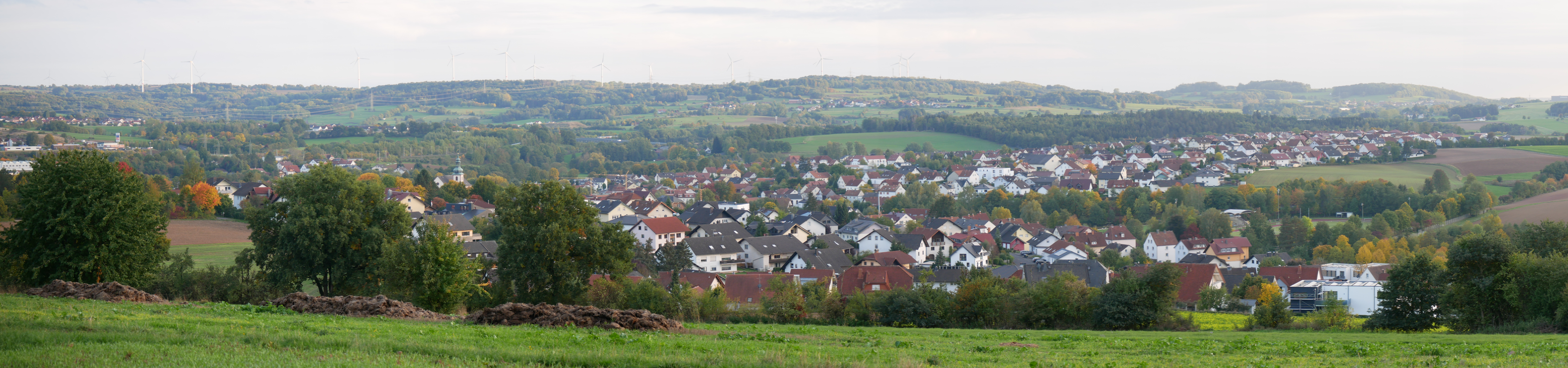
Königreich Flieden (Blick vom Trimm-Dich-Pfad)

## Geschichte

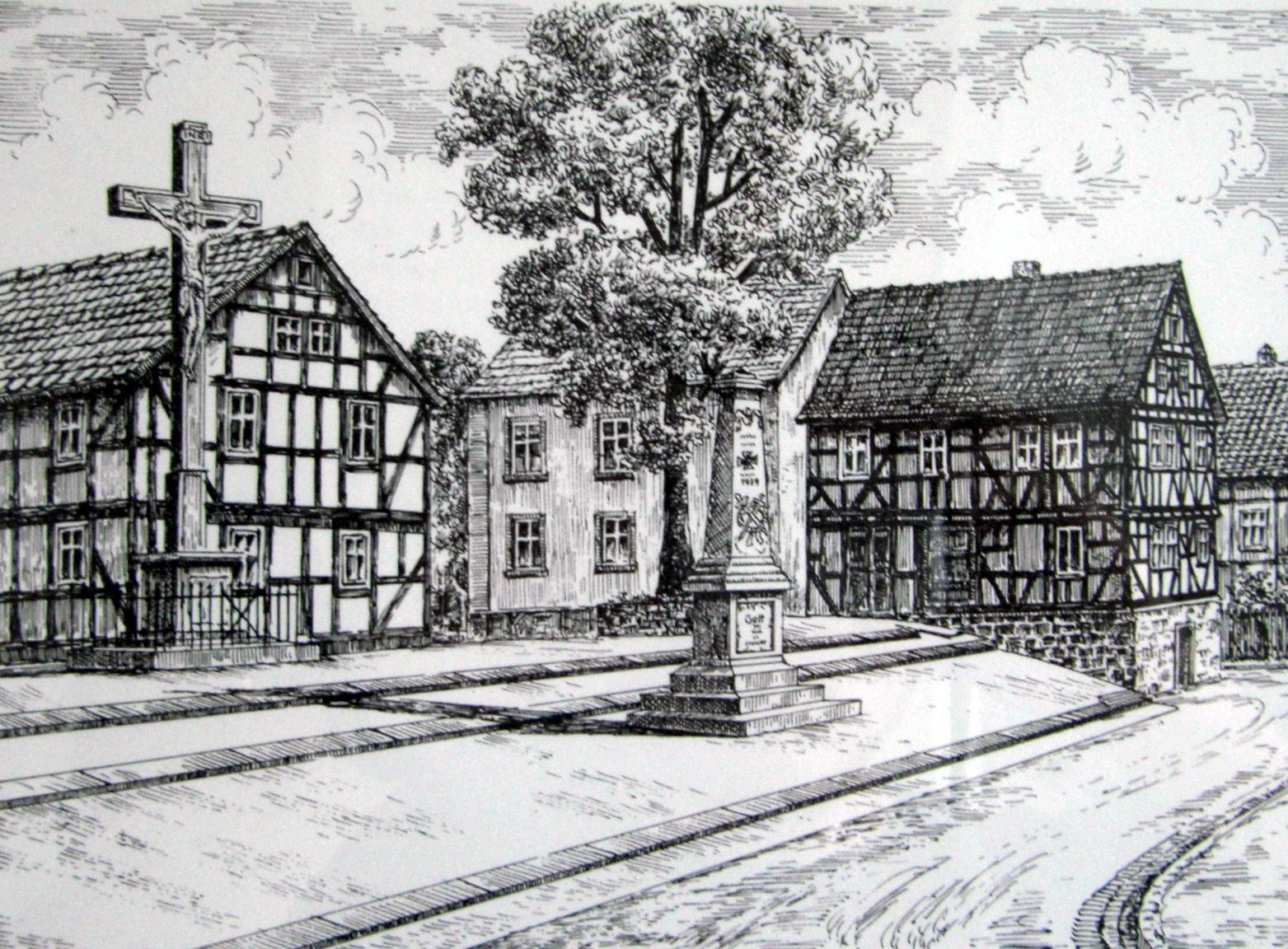
Kirchplatz mit alter Schule und Gasthof „Zur Linde“

Die Mark Flieden wurde im Jahre 806 erstmals in einer Schenkungsurkunde von Bewohnern des heutigen Ortsteils Schweben an das Kloster Fulda erwähnt. Neun Jahre später überließ der Bischof von Würzburg, Wolfgar, dem Fuldaer Abt Ratgar das Zehntrecht über die Bewohner Fliedens. Im Jahr 1000 besaß das Kloster Fulda in Flieden 14 Liden und 23 Dreitagsfröner.
Am 29. Dezember 1012 wurde erstmals der Weiler Langenau in einer Urkunde des ostfränkischen Königs und späteren Kaisers Heinrich II. erwähnt. In der Urkunde, die in der Königspfalz in Pöhlde ausgestellt wurde, schenkte Heinrich II. auf Ersuchen des Abts Brantho dem Kloster Fulda einen Forst mit beschriebenen Grenzpunkten.
1160 wurde erstmals der Ortsteil Rückers in den Gesta Marquardi Abbatis des Abtes Markward erwähnt und 1244 fand die erste urkundliche Erwähnung einer Pfarrei statt, die sich über das gesamte Fliedetal erstreckte. Ab 1250 gehörte die Mark Flieden zu dem von Fürstabt Heinrich IV. von Erthal (1249–1261) errichteten Verwaltungsbezirk des Schlosses Neuhof. Flieden war im Hochmittelalter Verwaltungs- und Gerichtssitz mit ersten Stadt- und Bürgerrechten. Die verkehrsgünstige Lage des Ortes an der Via Regia, einer alten Handelsstraße von Frankfurt nach Leipzig (auch „Alte Heerstraße“ genannt), brachte sowohl Vorteile als auch Nachteile. Einerseits verdienten die Bewohner an der Versorgung der Reisenden mit Proviant und Dienstleistungen, andererseits wurden sie durch vorbeiziehende Truppen ungewollt an kriegerischen Ereignissen beteiligt.
1359 wurden zum ersten Mal die Ortsteile Kautz sowie Höf und Haid erwähnt, 1366 Buchenrod und 1386 Magdlos. Ein Bergwerk am östlich von Flieden liegenden Eisenküppel wurde 1465, nachdem es zuvor bereits stillgelegt worden war, erneut in Betrieb genommen. Im ältesten noch vorhandenen Kirchenbuch von 1644 wird ein Kirchendiener und Lehrer genannt, der 53 Schüler aus dem gesamten Pfarrgebiet hatte. Wenig später gab es eine erste Zweigschule in Rückers.
1708 wurden im Urbar 596 Einwohner sowie gewisse Stadt- und Bürgerrechte verzeichnet, die auf eine zunehmende Bedeutung der Gemeinde hinweisen.
Zu Beginn des 18. Jahrhunderts litt der Ort unter einer Pestepidemie. Nachdem die Seuche zwei Jahre lang viele Opfer gefordert hatte, gelobten die Bürger im Jahre 1716, den Kreuzauffindungstag als Feier- und Opfertag zu begehen. Der Fliedener Pfarrer Johann Valentin Ignaz Schmidt vermerkte dazu in einer Urkunde von 1722:

„Anno 1716 hatt die Gemeindte zu Flieden Gott zu Ehren gelobt, zu feyern den heiligen Creuz Erfindungs Tag mitt anhörung eines hohen Ambts, in welchem die gantze Gemeindt zum opffer gehet umb abwentung der leidigen schon zwey Jahr lang grassierenten Viehe Schandt oder Seuche: menschen und Viehe sollen biß nach vollenten gottesdienst fasten und alle Knechtliche arbeit den ganzen Tag durch verbotten seyn undt Zwar dergestalt daß die übertretter dieser Verlöbnuß Ebenfalß von der Kirchen und Gemeindt gestrafft werden sollen wie auch Keinem ohne wichtige ursach oder herrschaftlichen befelch Erlaubt seyn an selbigem Tag über Feldt zu gehen den nicht allein daß Verloben sondern daß Erfüllen Versöhnet den Erzürnten Gott. Gott sagt durch den mundt seines Königlichen propheten Psalm: 49.14.15 vers, bezahle dem Allerhöchsten deine gelübte und ruffe mich An am Tag der Trübsall, so will ich dich Eretten und du solst mich Preisen.“

Diese Tradition setzte sich bis in die Gegenwart fort; noch heute wird in Flieden am 3. Mai mit einer Prozession zum Pestkreuz und anschließender Messfeier der Verlobte Tag im Gedenken an die Pestepidemie von 1716 begangen.
Im Zuge des Baus der Bahnstrecke Frankfurt–Göttingen entstand 1867 der Bahnhof Flieden und war zunächst Endbahnhof. 1873 wurde die Verbindung zur Spitzkehre im Bahnhof Elm zur Überwindung des Landrückens weitergeführt. Die Bahnanbindung beförderte die wirtschaftliche Entwicklung des Ortes. Im Jahr 1882 wurde der Fliedner Darlehenskassenverein gegründet, aus dem die heutige Raiffeisenbank Flieden eG hervorgegangen ist.
Während der Novemberpogrome am 8. November 1938 wurde die Synagoge verwüstet. Nach dem Ende des Zweiten Weltkriegs zogen etwa 1000 Vertriebene aus den ehemaligen Ostgebieten nach Flieden.

### Großgemeinde Flieden
Durch die hessische Gebietsreform wurden die bisher eigenständigen Gemeinden Buchenrod, Höf und Haid, Magdlos und Stork am 1. April 1972 zur Großgemeinde Flieden zusammengeschlossen, Rückers und Schweben folgten durch Landesgesetz am 1. August 1972.
Zur 1175-Jahr-Feier 1981 wurde ein 7,5 ha großer Sport- und Freizeitpark Am Weiher mit Stadion, Paddelteich, Festplatz und Parkanlagen errichtet.
1995 wurde das Gewerbegebiet Flieden-Süd an der B 40 eröffnet, in dem sich unter anderem eine Musterhaussiedlung und eine Logistikzentrale des Pharmalogistikers Grieshaber Logistics ansiedelten. Nachdem die dortigen Gewerbeflächen immer mehr ausgenutzt wurden, ist ein weiteres Gewerbegebiet Flieden-Mitte in unmittelbarer Nähe zur 2007 eröffneten Autobahnanschlussstelle entstanden.

### „Königreich Flieden“
Zur Entstehung des überregional bekannten Beinamens „Königreich“ des Hauptortes Flieden gibt es verschiedene Überlieferungen.
Zur Zeit der Befreiungskriege gegen Napoleon Bonaparte meldeten sich junge Männer aus ganz Deutschland zum Kriegsdienst. Ein General fragte seine Truppe, die aus allen Landesteilen kam, nach Namen und Herkunft und die Soldaten nannten dabei jeweils ihre Herkunftsländer Königreich Sachsen, Königreich Westphalen, Königreich Preußen und andere. Unter diesen Soldaten befand sich auch ein Fliedener, der aufgrund der zur damaligen Zeit häufig wechselnden politischen Zugehörigkeit nicht wusste, zu welchem Land sein Heimatort gerade gehörte. Nach kurzem Überlegen soll er gesagt haben: „Johann Adam Klug, Königreich Flieden!“
Die zweite Anekdote handelt von den Bauhandwerkern aus den Dörfern des oberen Fliedetals, die zur Jahrhundertwende im Rhein-Main-Gebiet arbeiteten und „halb Frankfurt“ aufgebaut haben sollen. Weil diese für die Heimreise an den Wochenenden am Frankfurter Hauptbahnhof übermäßig viele Fahrkarten nach Flieden gelöst haben, soll ein Schalterbeamter gesagt haben: „Flieden muss ja ein ganzes Königreich sein!“
Die Krone des „Königreichs“ ist wegen der großen lokalgeschichtlichen Bedeutung ins Fliedener Wappen eingegangen.
| Jahr | König            |
| ---- | ---------------- |
| 1995 | Bruno Stupp      |
| 1997 | Thorsten Bischof |
| 1999 | Pascal Beßler    |
| 2001 | Thomas Wolf      |
| 2003 | Peter Klug       |
| 2006 | Simon Müller     |

Zwischen 1995 und 2006 wurde alle zwei Jahre ein König gekürt, der sich im Rahmen des Königreichfestes durch spielerische Aufgaben, Jurybewertung und Publikumswahl gegen Bewerber aus anderen Ortsteilen durchsetzen muss. Zu den Aufgaben des Königs gehört es, Flieden nach innen und außen zu repräsentieren, wobei er einen ähnlichen Status wie Weinköniginnen und andere Majestäten innehat.
Die Ausrichtung des Königreichfestes und die Wahl eines neuen Königs sind seit 2006 ausgeblieben.

### Ortsname
Die Siedlung ist erstmals 806 als „in villa Fliedinu“ nachzuweisen. Der Ortsname geht auf den Fluss Fliede zurück, der erstmals im 8. Jh. als „fluvio Fliedina“ schriftlich bezeugt ist. Es liegt die indogermanische Wurzel *pleut- (rinnen, fließen) zugrunde, die ein häufiges Basismorphem für Hydronoyme in Europa darstellt.

### Einwohnerentwicklung
| Jahr | Einwohner | Anmerkungen                    |
| ---- | --------- | ------------------------------ |
| 1000 |           | 14 Liden und 23 Dreitagsfröner |
| 1512 |           | 3 Siedler                      |
| 1516 |           | 93 Nachbarn                    |
| 1708 | 596       |                                |
| 1791 | 2943      | heutige Großgemeinde           |
| 1895 | 1435      | [ 9 ]                          |
| 1939 | 2399      | [ 9 ]                          |
| 1961 | 3405      | [ 9 ]                          |
| 1970 | 3913      | [ 9 ]                          |
| 1983 | 7846      | ab hier Großgemeinde           |
| 2004 | 8811      |                                |
| 2005 | 8840      |                                |
| 2006 | 8755      |                                |
| 2007 | 8717      |                                |
| 2008 | 8814      | [ 12 ]                         |
| 2009 | 8644      |                                |
| 2012 | 8693      |                                |
| 2013 | 8738      | [ 13 ]                         |
| 2015 | 8811      | [ 14 ]                         |

## Religion

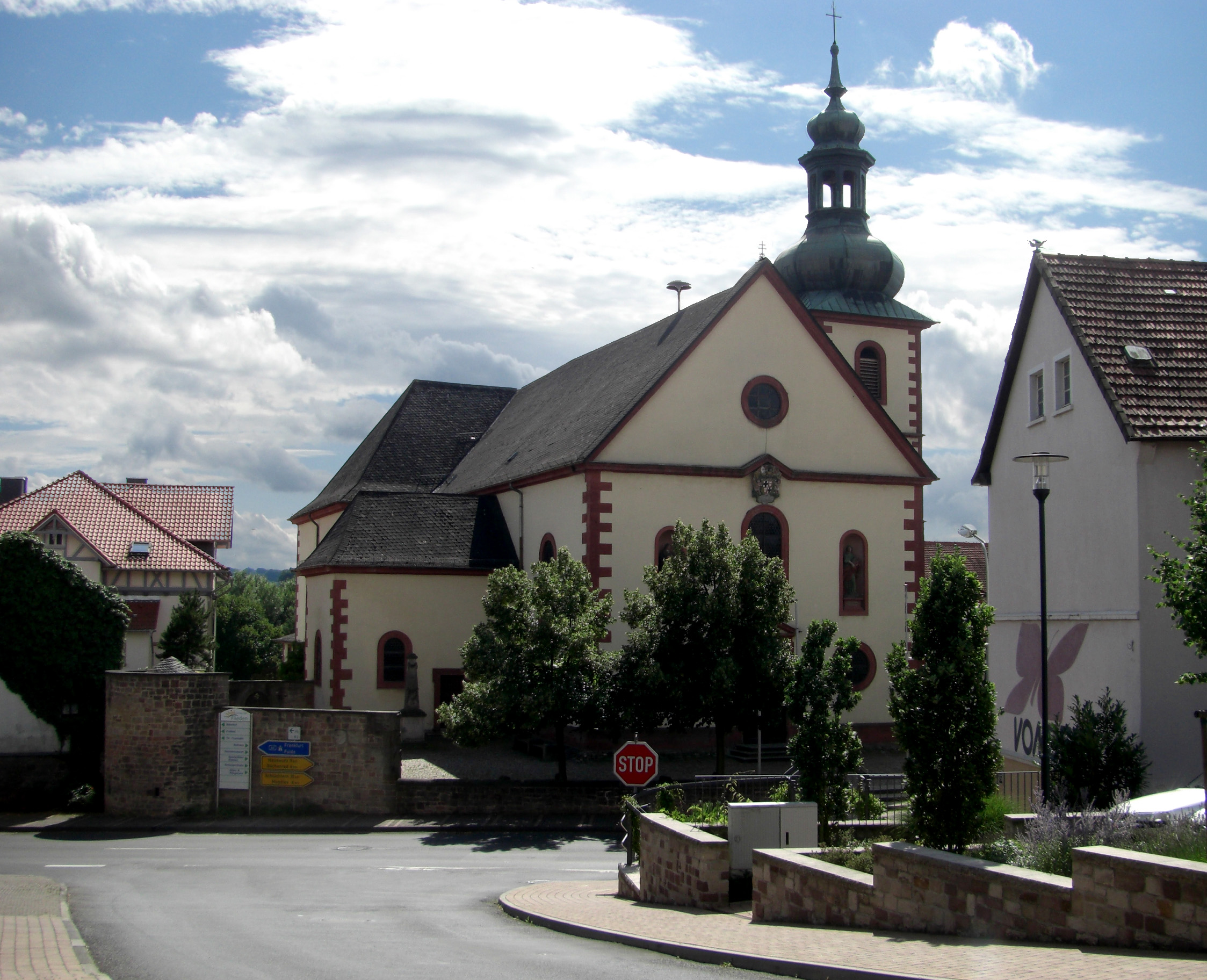
Frontportal der katholischen Pfarrkirche St. Goar

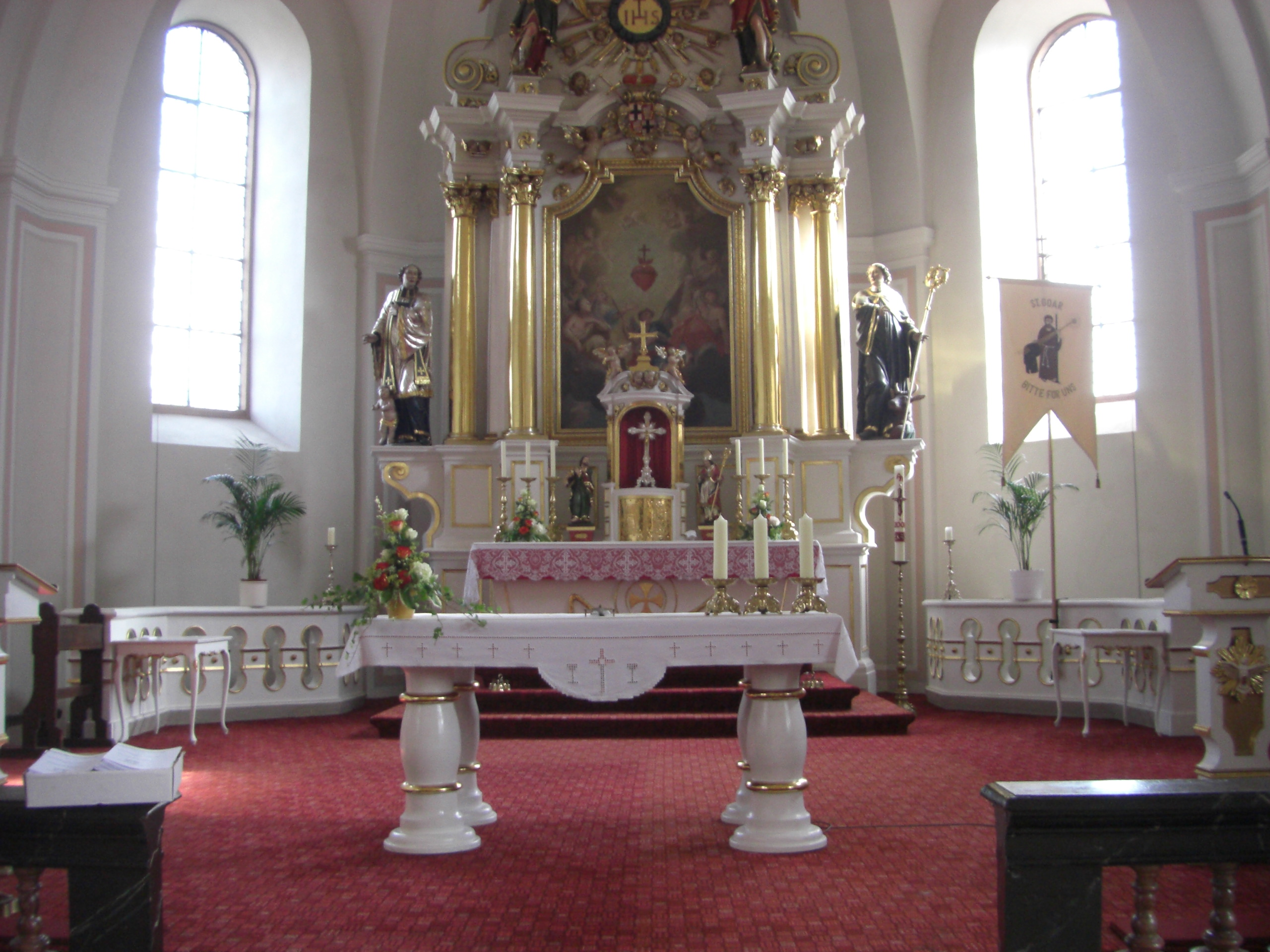
Hochaltar in St. Goar

### Konfessionsstatistik
Die Gemeinde Flieden ist wie fast der gesamte Landkreis Fulda römisch-katholisch geprägt. 2013 waren 74 % der Einwohner römisch-katholisch, 14 % evangelisch und 13 % gehörten einem anderen oder keinem Glauben an. Im Juni 2020 sind 68,3 % der Einwohner römisch-katholisch, 13,3 % evangelisch und 18,4 % gehören einem anderen oder keinem Glauben an.

### Katholische Kirche
In Flieden bestehen drei römisch-katholische Kirchengemeinden, die zum Pastoralverbund Christus-Erlöser Flieden/Hauswurz des Dekanats Neuhof-Großenlüder im Bistum Fulda gehören:
- Der Pfarrei Sankt Goar Flieden mit den Filialkirchen Heilige Familie in Döngesmühle und Herz Jesu in Schweben gehören rund 4400 Katholiken an. Der Fliedener Ehrenbürger Pfarrer Gerhard Benzing war 33 Jahre in der Pfarrei tätig und blieb nach seiner Pensionierung bis zu seinem Tod am 10. Mai 2008 in Flieden.[16]
- Die Pfarrei Mariä Himmelfahrt Rückers wurde mit Urkunde vom 14. November 1872 durch den Fuldaer Bischof Christoph Florentius zur eigenständigen Pfarrei Rückers erhoben. Erstmals erwähnt wurde die als Wallfahrtskirche bekannte Kirche in Rückers bereits im Jahr 1451.
- Die Pfarrei Sankt Josef Magdlos gehört ebenfalls zur Großgemeinde und zum Pfarrverbund.

### Evangelische Kirche

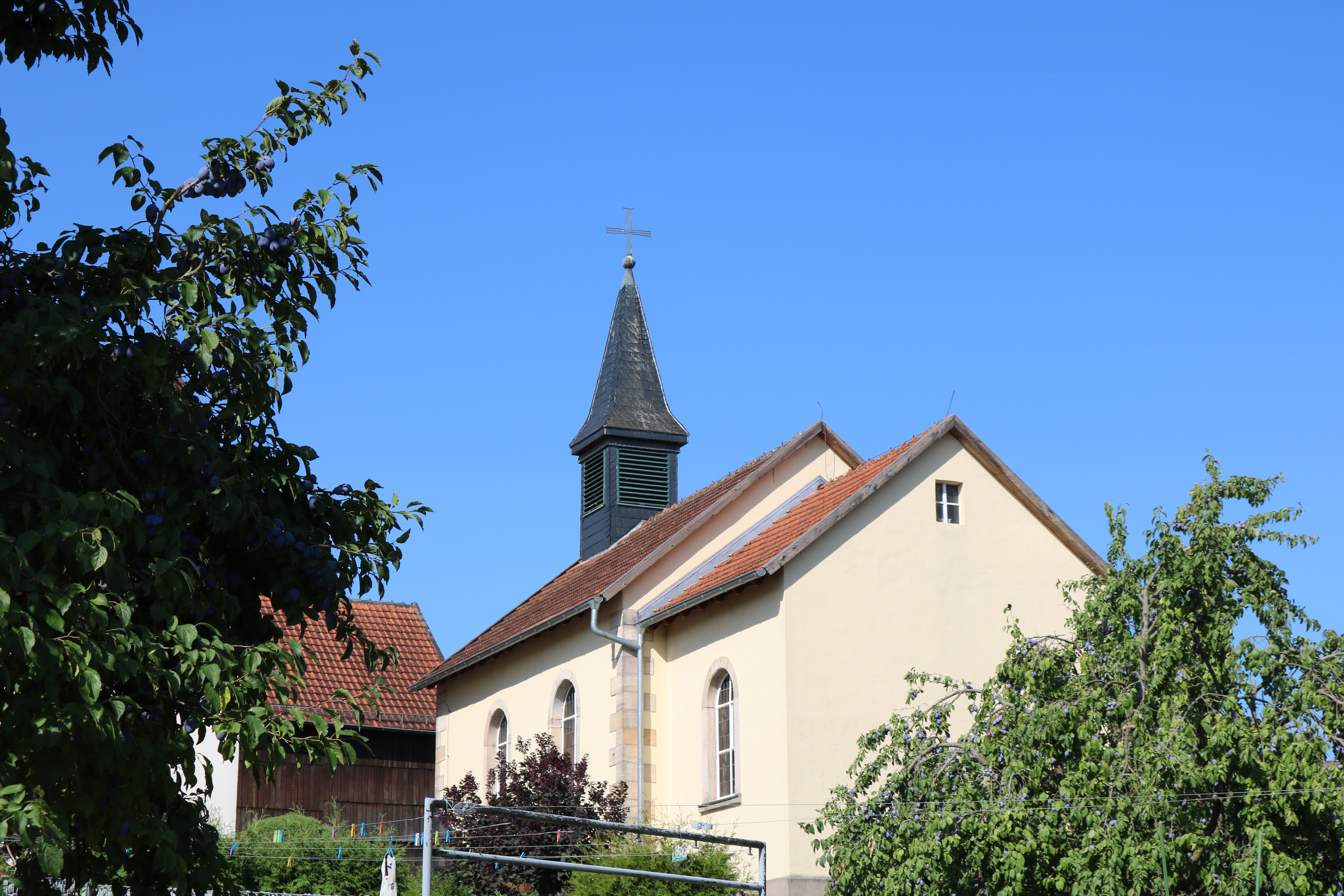
Die Evangelische Kirche in Flieden

Die Evangelische Kirche in Flieden

Das Gebäude der evangelischen Kirche diente bis 1938 als Synagoge, deren Innenraum in der Reichspogromnacht zerstört wurde. Im Zuge einer Innenrenovierung ab 2018 sollen mittels einer Spende der US-Bürgerin Marie Ariel durch den US-Künstler Barney Zeitz, der selbst deutsche Vorfahren hat, neue Fenster gestaltet werden, um die Erinnerung an die Vergangenheit dieses Bauwerks lebendig zu halten.
Gemeindepfarrer der zur evangelischen Kirche von Kurhessen-Waldeck gehörenden Evangelischen Kirchengemeinde Flieden-Neuhof (Pfarrbezirk 2) ist seit dem 15. August 2008 Holger Biehn. Der Pfarrbezirk der Kirchengemeinde erstreckt sich über das gesamte Gemeindegebiet sowie die zu Neuhof und Kalbach gehörenden Ortsteile Eichenried, Hauswurz, Kauppen, Rommerz, Veitsteinbach und Weidenau.

### Ökumenischer Jakobsweg
Durch die Großgemeinde führt der 125 km lange Ökumenische Jakobsweg von Fulda an den Main. Die Strecke führt von Flieden kommend nach Rückers hinauf auf die Steinkammer und das Breite Feld über den Distelrasen hinunter nach Schlüchtern. Der Pilgerweg gehört zum Verbindungssystem der Via Regia, deren Wegenetz von der Ukraine bis nach Spanien führte.

### Ehemalige jüdische Gemeinde
Die Fliedener Kultusgemeinde gründete sich offiziell 1824. 1876 wurde am Ort eine israelitische Elementarschule eröffnet. Die ehemalige Synagoge steht noch in der Hinzergasse 3 und wurde 1950/51 zur evangelischen Kirche umgebaut.
2015 wurden in der Reinhardstraße und Hinzergasse zum Gedenken an die jüdischen Familien aus Flieden, die Opfer des NS-Regimes geworden sind, vier Stolpersteine verlegt.
Der 1905 angelegte jüdische Friedhof in der Gemarkung Flieden oberhalb der Landesstraße zwischen Neuhof und Flieden (ehemalige Bundesstraße 40) ist erhalten.

## Politik

### Gemeindevertretung
Die Kommunalwahl am 14. März 2021 lieferte folgendes Ergebnis, in Vergleich gesetzt zu früheren Kommunalwahlen:
| Sitzverteilung in der Gemeindevertretung 2021Insgesamt 25 Sitze - SPD: 5 - Grüne: 2 - FDP: 1 - FDK: 5 - CDU: 12 | Parteien und Wählergemeinschaften | Parteien und Wählergemeinschaften           | % 2021 | Sitze 2021 | % 2016 | Sitze 2016 | % 2011 | Sitze 2011 | % 2006 | Sitze 2006 | % 2001 | Sitze 2001 |
| Sitzverteilung in der Gemeindevertretung 2021Insgesamt 25 Sitze - SPD: 5 - Grüne: 2 - FDP: 1 - FDK: 5 - CDU: 12 | CDU                               | Christlich Demokratische Union Deutschlands | 50,0   | 12         | 57,5   | 14         | 57,8   | 14         | 55,1   | 14         | 58,4   | 18         |
| Sitzverteilung in der Gemeindevertretung 2021Insgesamt 25 Sitze - SPD: 5 - Grüne: 2 - FDP: 1 - FDK: 5 - CDU: 12 | SPD                               | Sozialdemokratische Partei Deutschlands     | 18,1   | 5          | 18,9   | 5          | 32,2   | 8          | 36,6   | 9          | 41,6   | 13         |
| Sitzverteilung in der Gemeindevertretung 2021Insgesamt 25 Sitze - SPD: 5 - Grüne: 2 - FDP: 1 - FDK: 5 - CDU: 12 | GRÜNE                             | Bündnis 90/Die Grünen                       | 8,9    | 2          | 10,5   | 3          | —      | —          | —      | —          | —      | —          |
| Sitzverteilung in der Gemeindevertretung 2021Insgesamt 25 Sitze - SPD: 5 - Grüne: 2 - FDP: 1 - FDK: 5 - CDU: 12 | FDK                               | Freunde des Königreichs                     | 18,4   | 5          | 13,1   | 3          | —      | —          | —      | —          | —      | —          |
| Sitzverteilung in der Gemeindevertretung 2021Insgesamt 25 Sitze - SPD: 5 - Grüne: 2 - FDP: 1 - FDK: 5 - CDU: 12 | FDP                               | Freie Demokratische Partei                  | 4,7    | 1          | —      | —          | 10,0   | 3          | 2,3    | 1          | —      | —          |
| Sitzverteilung in der Gemeindevertretung 2021Insgesamt 25 Sitze - SPD: 5 - Grüne: 2 - FDP: 1 - FDK: 5 - CDU: 12 | BfF                               | Bürger für Flieden                          | –      | –          | —      | —          | —      | —          | 6,0    | 1          | —      | —          |
| Sitzverteilung in der Gemeindevertretung 2021Insgesamt 25 Sitze - SPD: 5 - Grüne: 2 - FDP: 1 - FDK: 5 - CDU: 12 | Gesamt                            | Gesamt                                      | 100,0  | 25         | 100,0  | 25         | 100,0  | 25         | 100,0  | 25         | 100,0  | 31         |
| Sitzverteilung in der Gemeindevertretung 2021Insgesamt 25 Sitze - SPD: 5 - Grüne: 2 - FDP: 1 - FDK: 5 - CDU: 12 | Wahlbeteiligung in %              | Wahlbeteiligung in %                        | 61,8   | 61,8       | 60,8   | 60,8       | 56,8   | 56,8       | 54,4   | 54,4       | 66,9   | 66,9       |

Am 23. Juli 2014 wurde die Auflösung der FDP-Fraktion verkündet. Sieben Jahre später trat die FDP wieder zur Kommunalwahl an und erhielt einen Sitz in der Gemeindevertretung.
Der Hauptort Flieden hat seit 2001 einen eigenen Ortsbeirat, der aus sieben Mitgliedern besteht.
Im Ortsbeirat sind die CDU, die SPD und die FDP vertreten.

### Bürgermeister

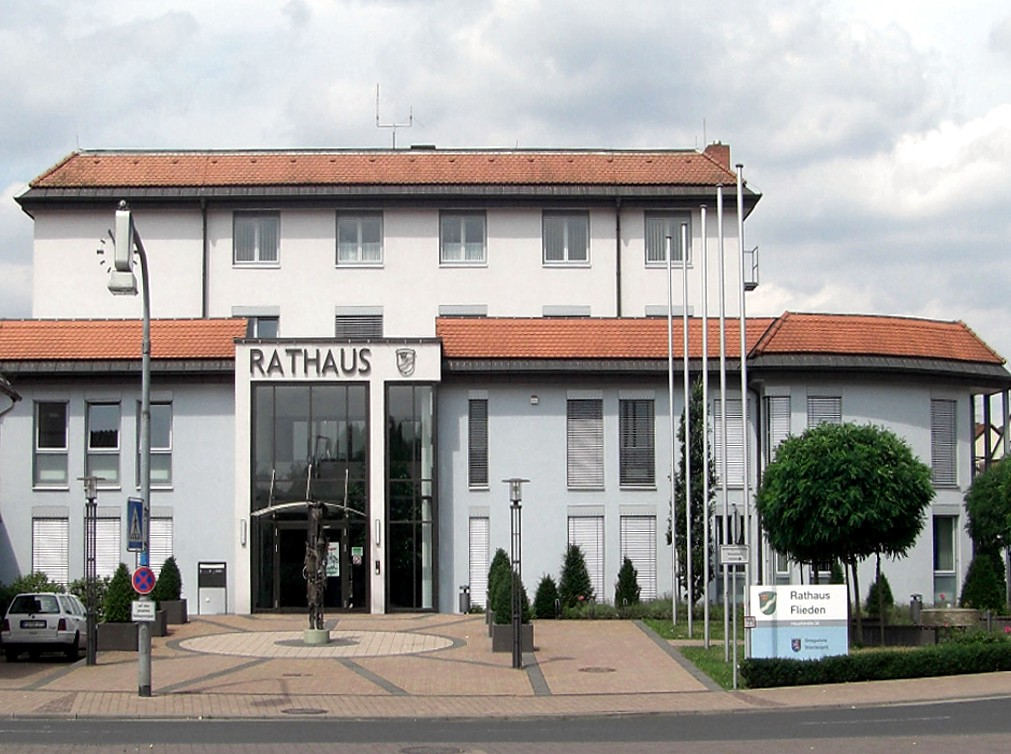
Das Fliedener Rathaus

Nach der hessischen Kommunalverfassung wird der Bürgermeister für eine sechsjährige Amtszeit gewählt, seit dem Jahr 1993 in einer Direktwahl, und ist Vorsitzender des Gemeindevorstands, dem in der Gemeinde Flieden neben dem Bürgermeister ehrenamtlich ein Erster Beigeordneter und sieben weitere Beigeordnete angehören. Bürgermeister ist seit dem 1. Juli 2024 Christopher Gärtner (CDU). Er wurde als Nachfolger von Christian Henkel (CDU), der nach zwei Amtszeiten nicht wieder kandidiert hatte, am 25. Februar 2024 im ersten Wahlgang bei 63,22 Prozent Wahlbeteiligung mit 76,60 Prozent der Stimmen gewählt.
Amtszeiten der Bürgermeister
- 2024–2030 Christopher Gärtner (CDU)[25]
- 2012–2024 Christian Henkel (CDU)[26]
- 2000–2012 Winfried Kreß[29]
- 1976–2000 Ludwig Ebert (CDU)[30]
- 1946–1976 Karl Förster (1916–2007)

### Wappen
Das Wappen wurde am 20. November 1969 durch das Hessische Innenministerium genehmigt.
Blasonierung: „In Grün ein silberner gewellter Schräglinksbalken, überhöht von einer goldenen Blattkrone mit bunten Steinen und rotem Futter.“
Der Wellenbalken ist eine heraldische Darstellung der Fliede. Die abgebildete Krone ist durch die Geschichte der Gemeinde als „Königreich Flieden“ begründet. Trotz fehlender stichhaltiger, wissenschaftlich historischer Erklärungen hat der Hessische Minister des Innern auf Empfehlung des Staatsarchivs Marburg die Abbildung einer Krone im Gemeindewappen erlaubt, um ein für Flieden charakteristisches Merkmal auszudrücken.

### Flagge
„Die Flagge zeigt auf einer weißen Bahn das Wappen der Gemeinde, beseitigt von zwei schmalen grünen Streifen.“

## Kultur und Sehenswürdigkeiten

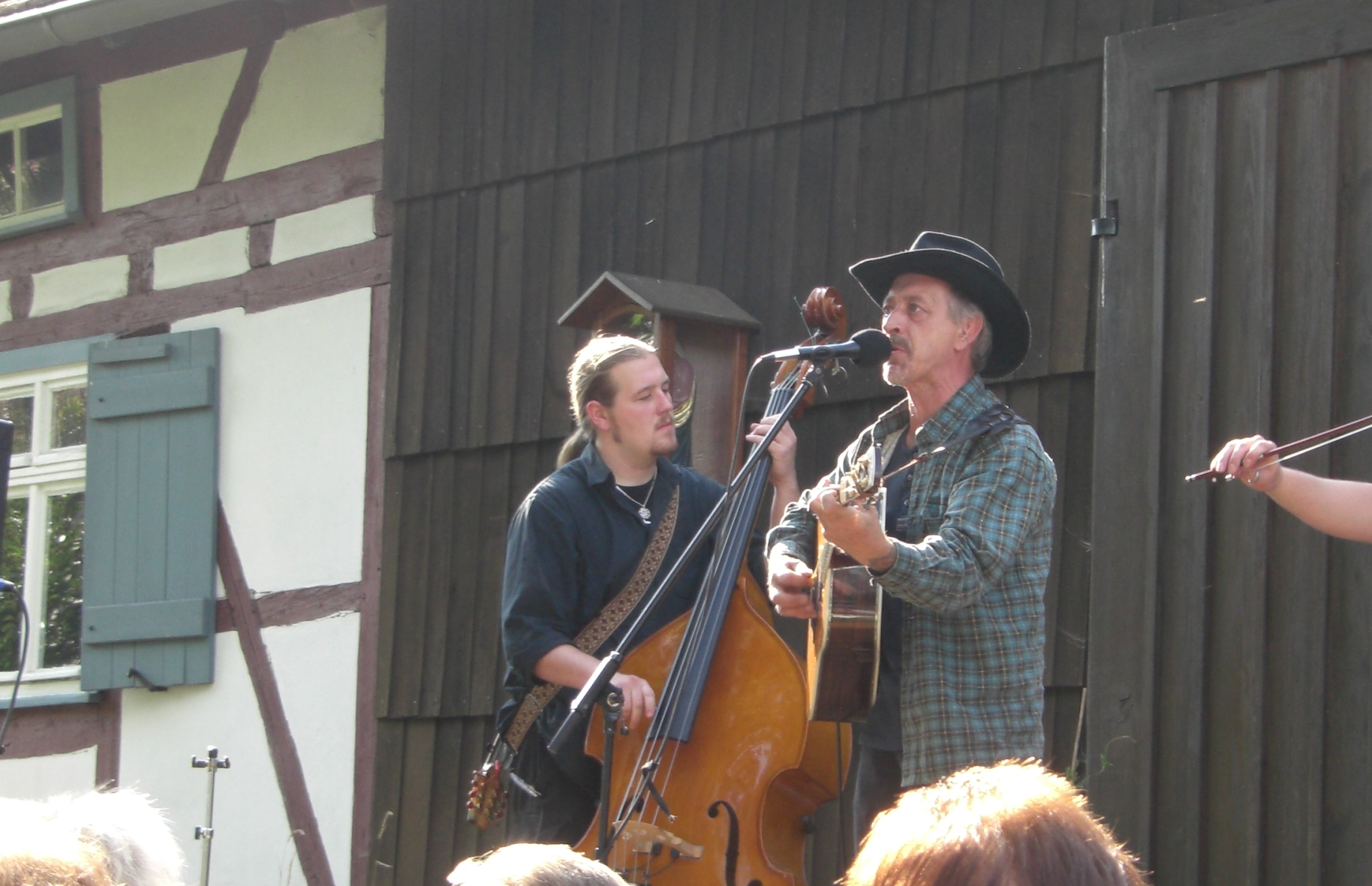
Auftritt der Rhöner Mundart-Band Grasmücken in Lenzis Garten

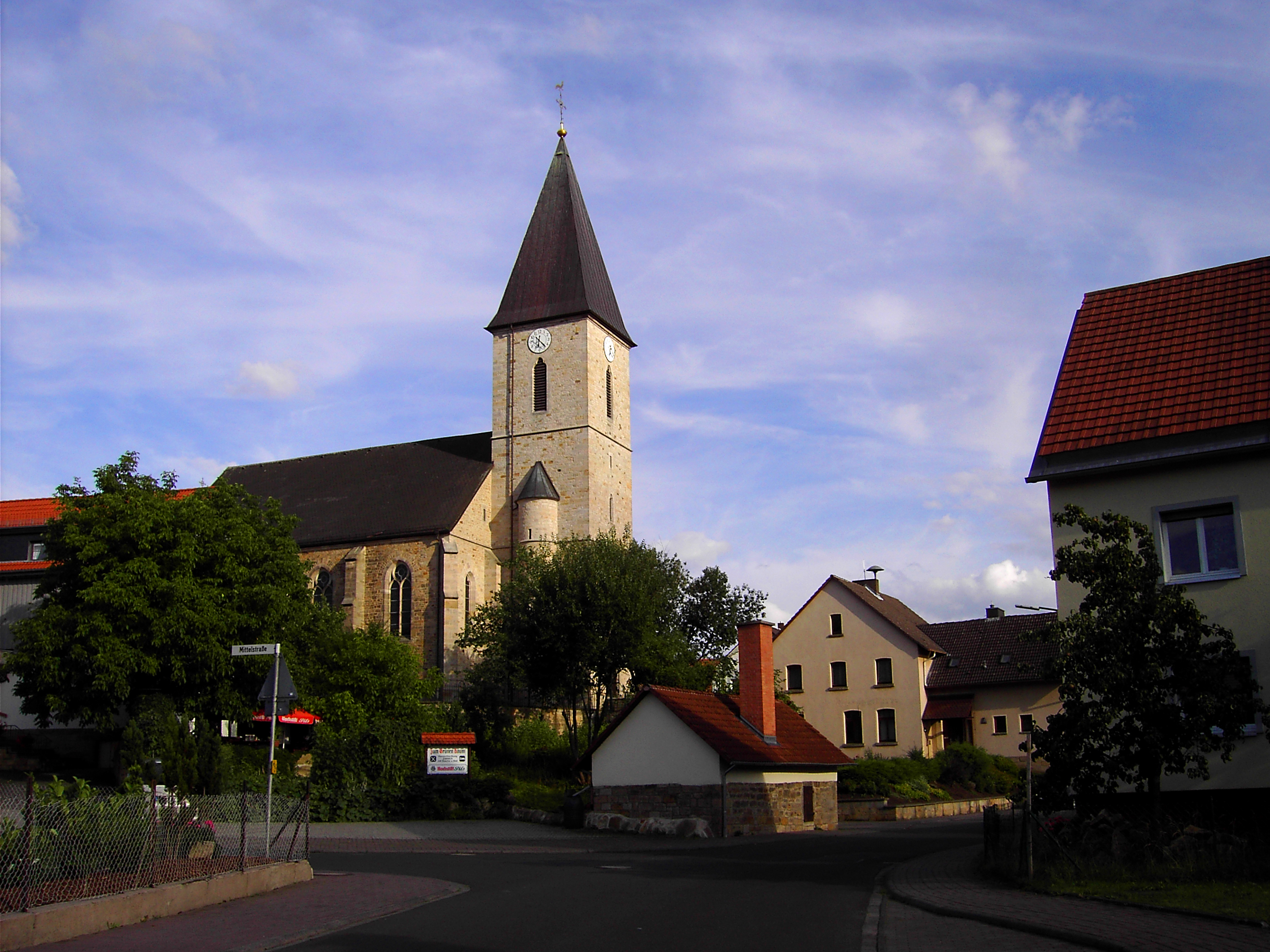
Katholische Pfarrkirche Mariae Himmelfahrt in Rückers

### Musik
Im Ortsteil Rückers gibt es den Spielmanns- und Fanfarenzug Rückers e. V. Der Verein ist über die Grenzen der Gemeinde Flieden durch sein Musikshow-Programm bekannt. Er hatte Auftritte bei der Eröffnung der Leichtathletik-Weltmeisterschaften am Brandenburger Tor in Berlin, bei der Bundesmusikparade in Stuttgart und München, beim Münchner Oktoberfest, dem Blumenkorso in Bad Ems, dem Wormser Backfischfest, dem Brezelfest in Speyer und dem Grenzlandfest in Zwiesel. International konnte er sich in Österreich, der Schweiz, Frankreich, Belgien, Luxemburg und den Niederlanden präsentieren.

### Bauwerke
- Barockkirche St. Goar in Flieden
- Die Pfarrkirche Mariä Himmelfahrt Rückers war bereits im 15. Jahrhundert als Wallfahrts- und Gnadenkapelle bekannt und erlangte bis ins 18. Jahrhundert Bedeutung. Durch ein Edikt des neuen Landesherrn, Prinz von Oranien, wurden 1802 Wallfahrten nach Rückers verboten.
- Pfarrkirche St. Josef Magdlos
- Das Heimatmuseum Lenzis (Hüttnergut) ist ein kleinbäuerliches Anwesen mit über 200 Jahre alten Bauteilen. Ausgestellt werden Sammlungen von Feldbearbeitungs- und Erntegeräten aus Holz und Eisen, Exponate aus Tierhaltung und Haushalt und Dokumente der Haus-, Orts- und Pfarrgeschichte. Die ehemalige jüdische Gemeinde wird in einer eigenen Abteilung behandelt. Im zugehörigen Garten (Lenzis Garten) finden regelmäßig Open-Air-Veranstaltungen wie Konzerte, Aufführungen und Feste statt.

### Parks und Naherholungsgebiete

#### Sport- und Freizeitgelände „Am Weiher“

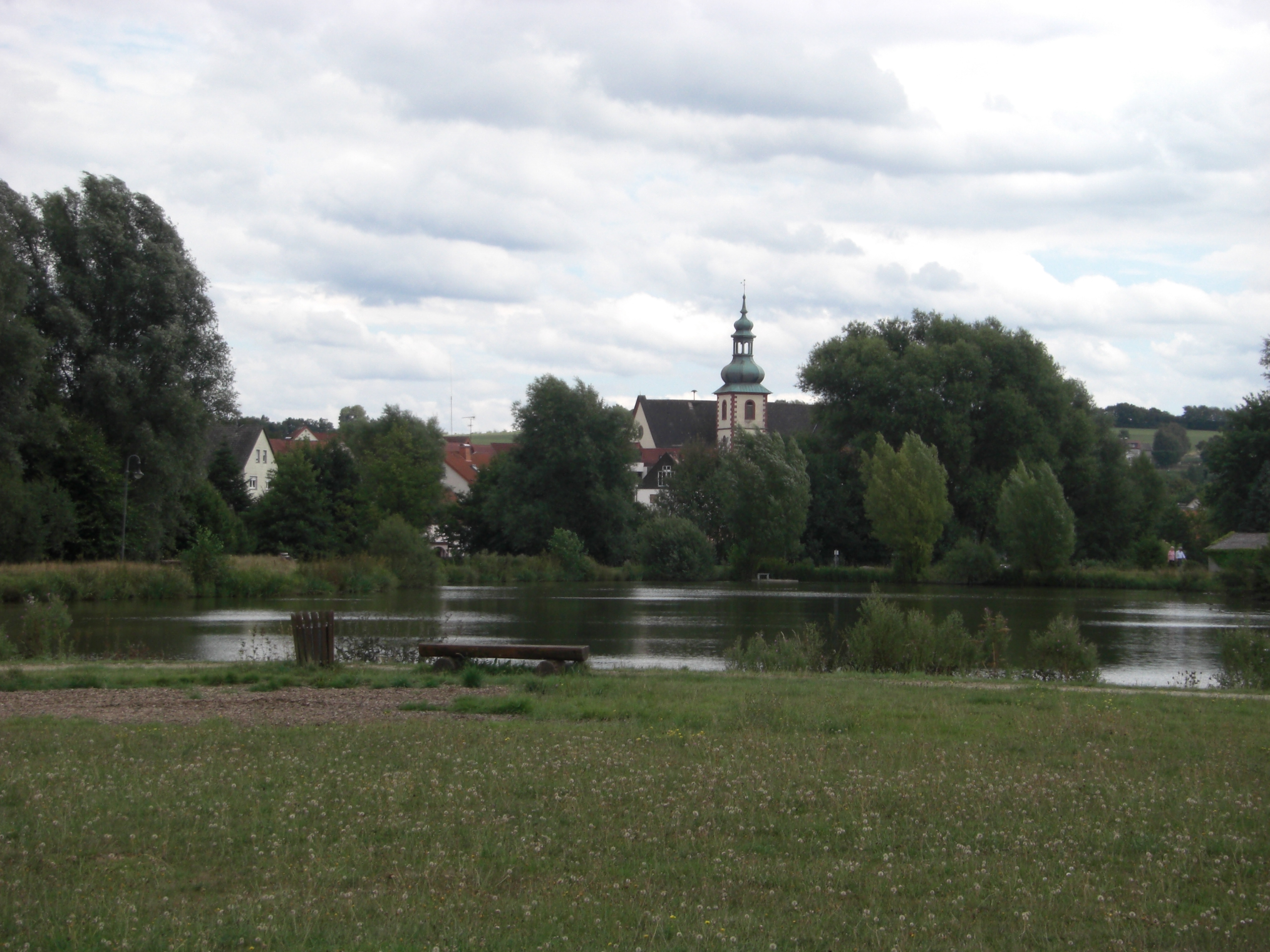
Der Paddelteich

In der Gemarkung Flieden befindet sich das 7,5 ha große Sport- und Freizeitgelände Am Weiher. Es wurde 1981 zur 1175-Jahr-Feier errichtet und enthält ein Stadion, einen Festplatz, den Paddelteich sowie Parkanlagen. Daran angrenzend befinden sich die Sportstätten des SV Buchonia Flieden, Tennisplätze sowie der Fußballplatz, auf dem Spiele der Hessenliga ausgetragen werden.

#### Naherholungs- und Quellgebiet „Steinkammer“

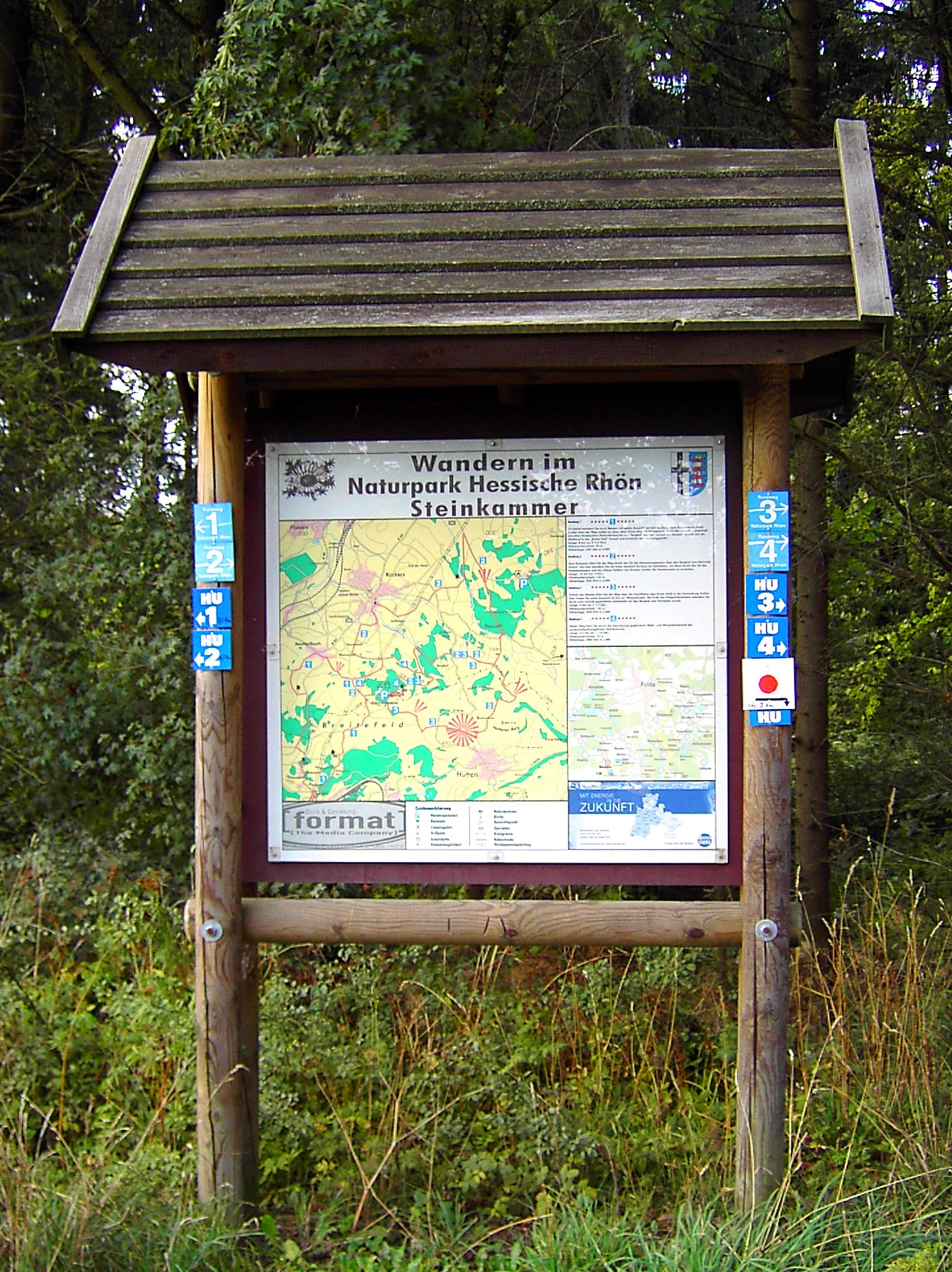
Orientierungstafel im Landschaftsschutzgebiet „Steinkammer“

In der Gemarkung Rückers befindet sich das geologisch und botanisch interessante Naherholungs- und Quellgebiet „Steinkammer“. Die „Steinkammer“ ist ein Landschaftsschutzgebiet, das im Naturpark „Hessische Rhön“ liegt und an den Naturpark „Hessischer Spessart“ angrenzt. Die Rundwanderwege des Naturparks „Hessische Rhön“ (Steinkammer West und Steinkammer Ost) führen durch Laub- und Nadelwälder entlang von Grünlandflächen und Bächen zu romantischen und verschwiegenen Plätzen.

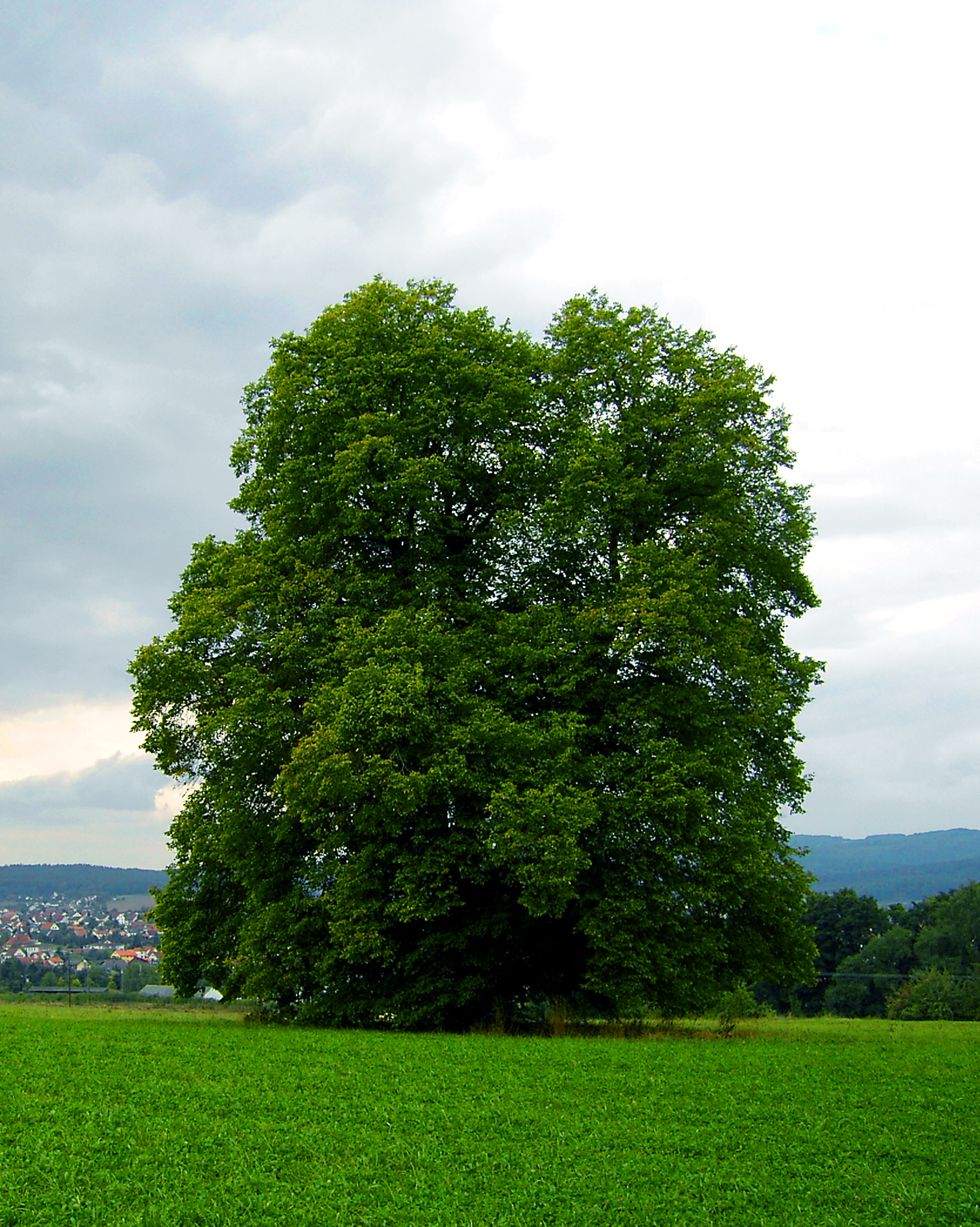
Die als Naturdenkmal geschützte Hainbuche auf dem Eisenküppel

### Naturdenkmale
In der Gemarkung Flieden befand sich auf dem Eisenküppel eine freistehende als Naturdenkmal eingestufte alte Hainbuche.
Eine weitere als Naturdenkmal eingestufte alte Hainbuche befindet sich in der Gemarkung Rückers im Naherholungs- und Quellgebiet Steinkammer/Hermannswinkel an der Grenze zur Gemarkung Hutten.

### Sport & Freizeit

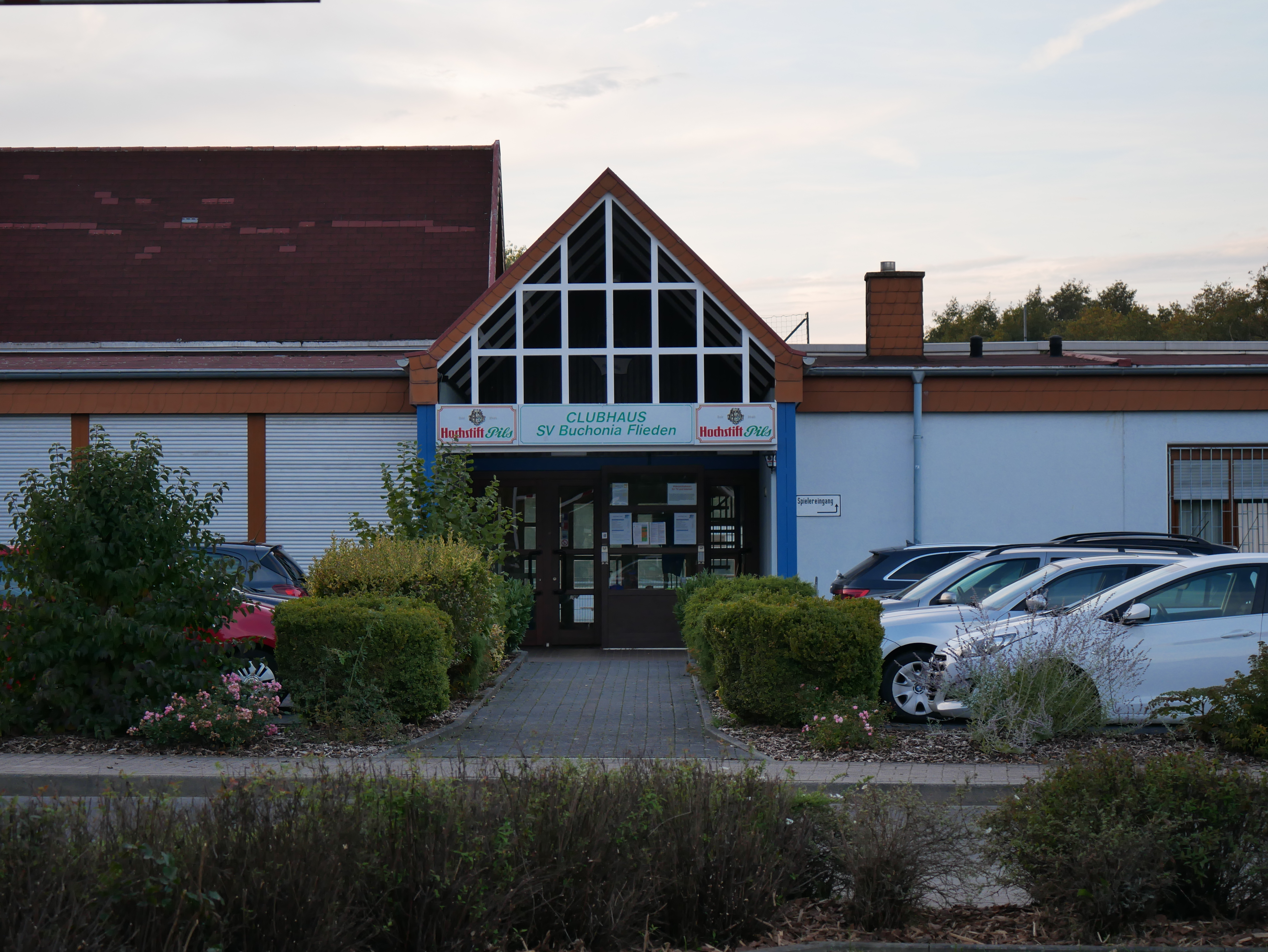
Clubhaus des SV Flieden im Sportpark Am Weiher

In der Gemeinde Flieden gibt es über 100 Vereine.
Im Hauptort Flieden gibt es vier Sportvereine: den SV Buchonia Flieden mit den Sportarten Tennis, Tischtennis und Fußball und den TV Flieden unter anderem mit den Sportarten Handball, Volleyball, Leichtathletik und Judo. Die Handballer spielen in der Landesliga Nord. Die Fußballmannschaft des SV spielt in der fünftklassigen Hessenliga. Außerdem gibt es den Schützenverein Schützengilde Flieden und den Reitverein Flieden.
Als Sporthallen stehen die an die Fliedetalschule angeschlossene Kreissporthalle Flieden, die vom Turnverein erbaute und betriebene TV-Halle und die Sporthalle der Grundschule Rückers zur Verfügung. Zur Kreissport- und TV-Halle gehört jeweils ein Außenareal mit Hartplatz, beziehungsweise Rasenflächen und Beachvolleyball-Feld. Es gibt im Sport- und Freizeitpark ein Leichtathletik-Stadion und angrenzend die Tennisplätze und den Fußballplatz des SV.
Die Gemeinde Flieden betreibt zwischen Flieden und Rückers das in Südhanglage des Eisenküppels gelegene Freibad Landrücken, das auch Besucher aus den umliegenden Gemeinden aufsuchen.
Das Wanderwegenetz hat eine Länge von über 170 km.

### Regelmäßige Veranstaltungen
- Zwischen 1995 und 2006 veranstaltete das Wirtschafts- und Interessenforum Flieden alle zwei Jahre das Königreichfest, an dem der neue König gekürt wurde.
- Besondere Bedeutung kommt in Flieden der Fastnacht zu. Der am Fastnachtssonntag stattfindende Fastnachtsumzug gehört zu den größten der Region und zieht jährlich tausende Besucher an.

## Wirtschaft und Infrastruktur

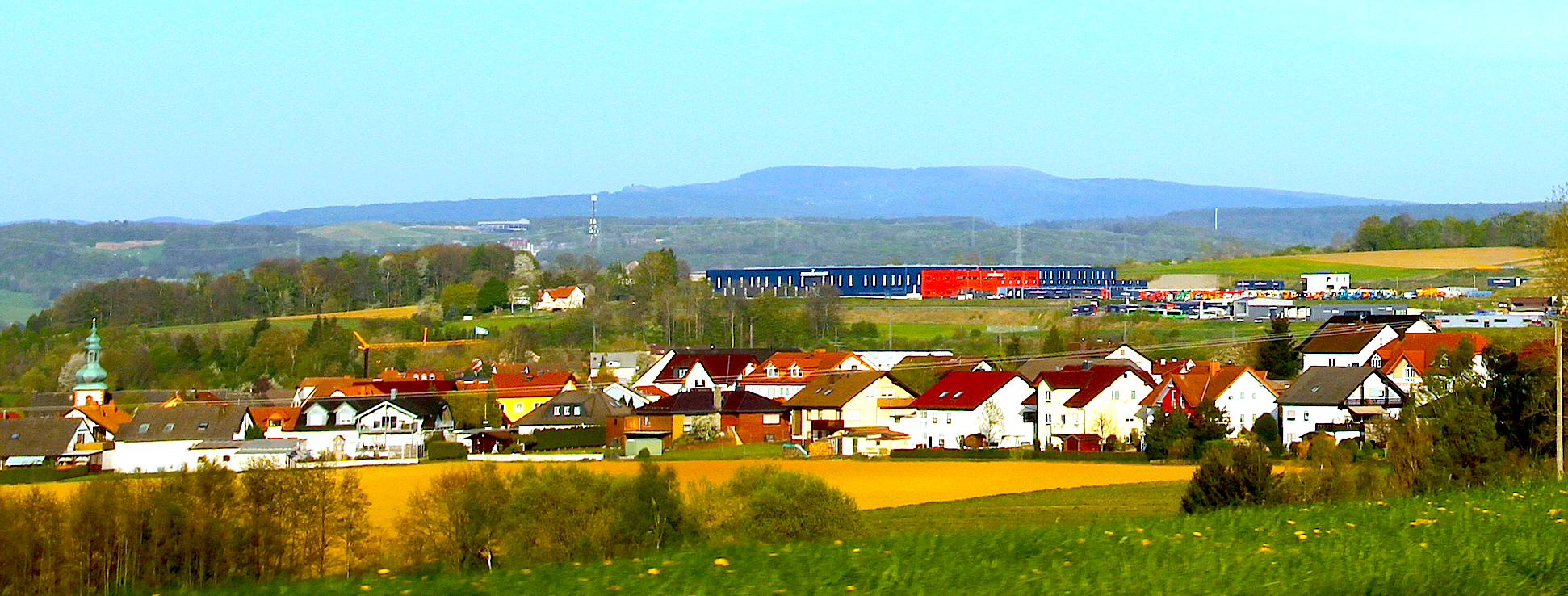
Der Ort Flieden (Grundzentrum) mit dem Gewerbegebiet "Flieden Mitte"

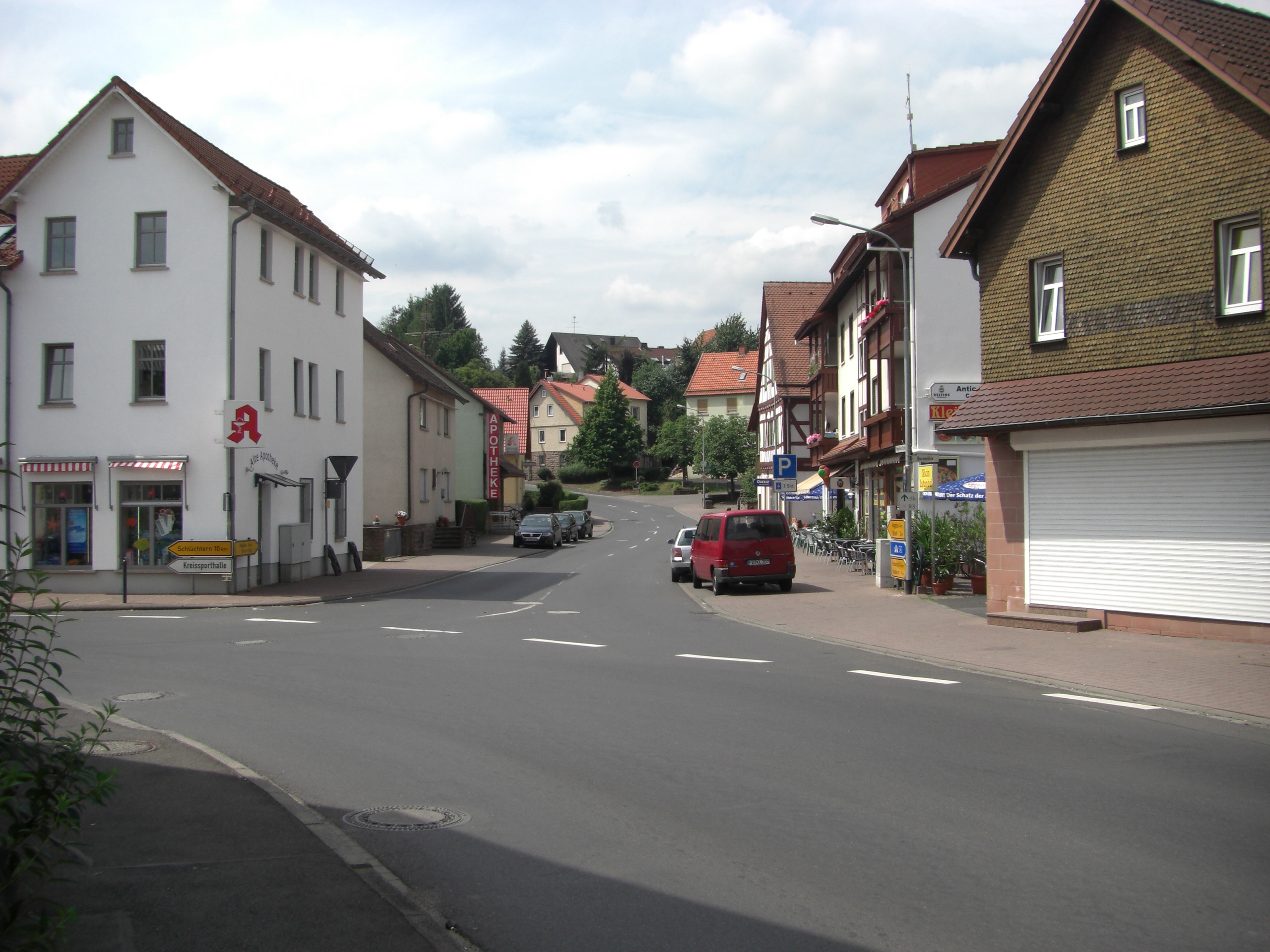
Magdloser Straße mit Geschäften und Gastronomie

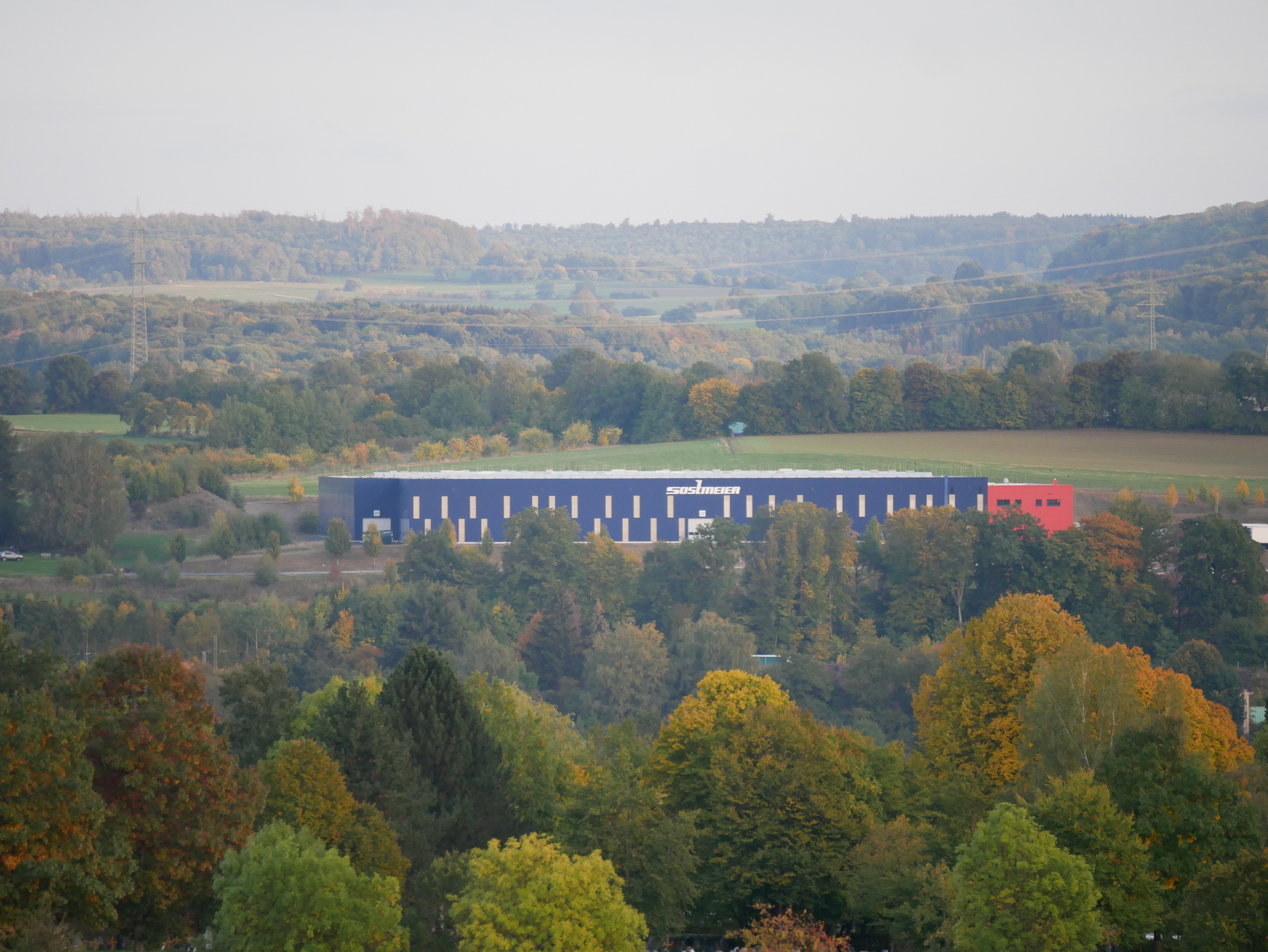
Blick auf das Industriegebiet an der A66 mit der Firma Sostmeier

Die Gemeinde Flieden ist landwirtschaftlich und handwerklich geprägt, mit Feldern und Wiesen rund um die Ortschaften. Mit den Gewerbegebieten Flieden Süd, Im Weiher sowie dem  Gewerbegebiet Flieden Mitte bietet Flieden als Grundzentrum Ansiedlungsmöglichkeiten für Betriebe. Viele Fliedener Unternehmen sind im Wirtschafts- und Interessenforum Königreich Flieden e. V. vereinigt, das als unabhängige Kontakt- und Informationsplattform dient und das unternehmerische Umfeld in Flieden weiterentwickelt und unterstützt.
Im 1995 eröffneten Gewerbegebiet Flieden-Süd mit 146.000 m² entstanden eine Musterhaussiedlung und eine Logistikzentrale des Pharmalogistikers Grieshaber Logistics. Aufgrund der fortschreitenden Auslastung der dortigen Gewerbeflächen wurde 2007 mit Eröffnung der Autobahn in unmittelbarer Nähe zu derselben ein 75.000 m² großes Gewerbegebiet Flieden-Mitte am östlichen Rand des Ortes geschaffen. Die Firma Kelterei Elm ist für ihre Rhöner Produkte überregional bekannt. Der Elektronikmarkt Elektro-Atzert GmbH betreibt eine deutschlandweite Versandabteilung. Die Firma G5 GmbH arbeitet weltweit in fünf Kontinenten als Projektmanager, Gutachter und Generalübernehmer.
Flieden lag seit jeher verkehrsgünstig an der Via Regia (auch Alte Heerstraße genannt) von Frankfurt über das Kinzigtal nach Fulda und weiter nach Leipzig. In neuerer Zeit führen auch weiter wichtige Straßen und Eisenbahnstrecken durch Flieden, die das Rhein-Main-Gebiet nach Fulda und weiter Richtung Norden anbinden. Während der Teilung Deutschlands verlief die Nord-Süd-Strecke als kürzeste Verbindung von Süddeutschland Richtung Norden durch Flieden. Seit der Wiedervereinigung wird dieser Verkehr zwar auch zunehmend wieder über andere Trassen geführt, aber dafür ist die Bedeutung der Verkehrsanbindung in den Osten Deutschlands gestiegen.
Zentral in Deutschland gelegen ist Flieden rund 100 km vom Rhein-Main-Gebiet und 20 km vom Oberzentrum Fulda entfernt und durch hochrangige Verkehrsverbindungen an das öffentliche Schienen- und Straßennetz angebunden. Der öffentliche Personennahverkehr erfolgt im Tarifgebiet des Rhein-Main-Verkehrsverbundes.

### Schienenverkehr

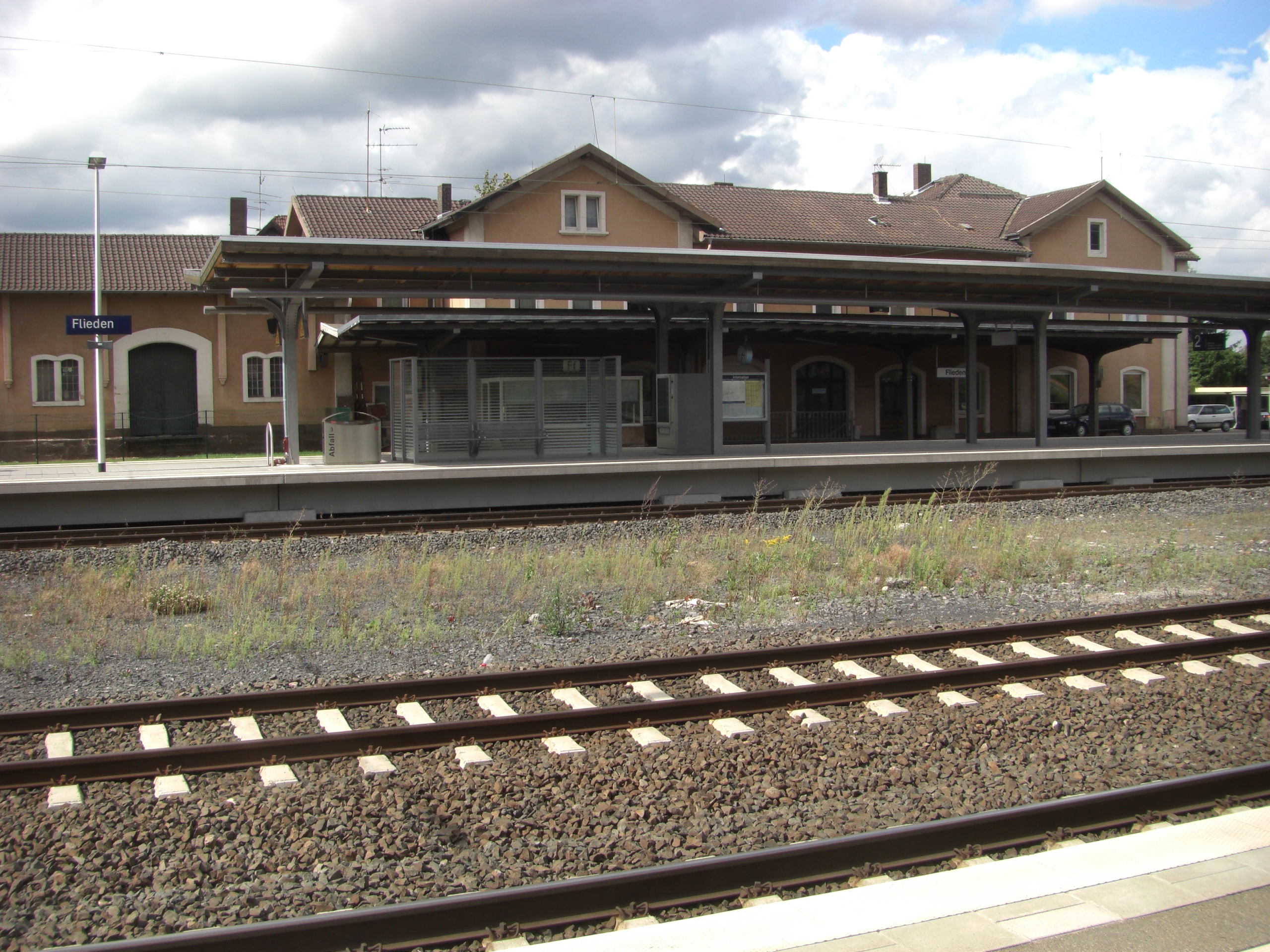
Bahnhof Flieden vom Bahnsteig 7 aus gesehen

Der Bahnhof Flieden war von der Fertigstellung der Bahntrasse am 15. Dezember 1868 bis zur Eröffnung des Distelrasen-Tunnels 1914 ein wichtiger Bahnhof für die Kinzigtalbahn (Nord-Süd-Strecke), da hier für den steilen Anstieg nach Elm schwere Güterzüge in Richtung Frankfurt eine zusätzliche Vorspannlok erhielten, und verfügte dafür über ein eigenes Bahnbetriebswerk.
Seit der Eröffnung des Distelrasentunnels ist Flieden ein Trennungsbahnhof, an dem von der aus Fulda kommenden Kinzigtalbahn nach Frankfurt am Main die Bahnstrecke Flieden–Gemünden abzweigt.
Nach derzeitigem Planungsstand liegt der Bahnhof Flieden nicht an der Ausbau-/Neubaustrecke Hanau–Würzburg/Fulda.

### Straßenverkehr
Seitdem am 12. Oktober 2007 der Bauabschnitt Schlüchtern-Nord–Neuhof-Süd freigegeben wurde, liegt Flieden an der Anschlussstelle 50 Flieden der A 66 Frankfurt am Main–Fulda. Zuvor verlief die B 40 zwischen Schlüchtern-Nord und Fulda-Süd, die als Verbindung zwischen der A 66 und der A 7 bei Fulda einen erheblichen Transitverkehr aufwies, mitten durch den Ort. Seit der Eröffnung der an Flieden vorbeiführenden Autobahn wurde die Bundesstraße zur Landstraße zurückgestuft und teils auf eine geringere Straßenbreite zurückgebaut.

### Radwanderweg
Der Hessische Radfernweg R3 von Rüdesheim am Rhein nach Tann verläuft entlang des Kinzigtals Richtung Rhön und zwischen Schlüchtern und Neuhof entlang der ehemaligen B 40 durch die Gemeinde Flieden.

### Versorgung
Zur medizinischen Grundversorgung bestehen in Flieden vier praktische Arztpraxen sowie vier Zahn- und eine Tierarztpraxis. Für weitere Behandlungen gibt es im nahe gelegenen Oberzentrum Fulda zahlreiche Fachärzte sowie zwei Krankenhäuser in Fulda und eines in Schlüchtern.

### Bildung

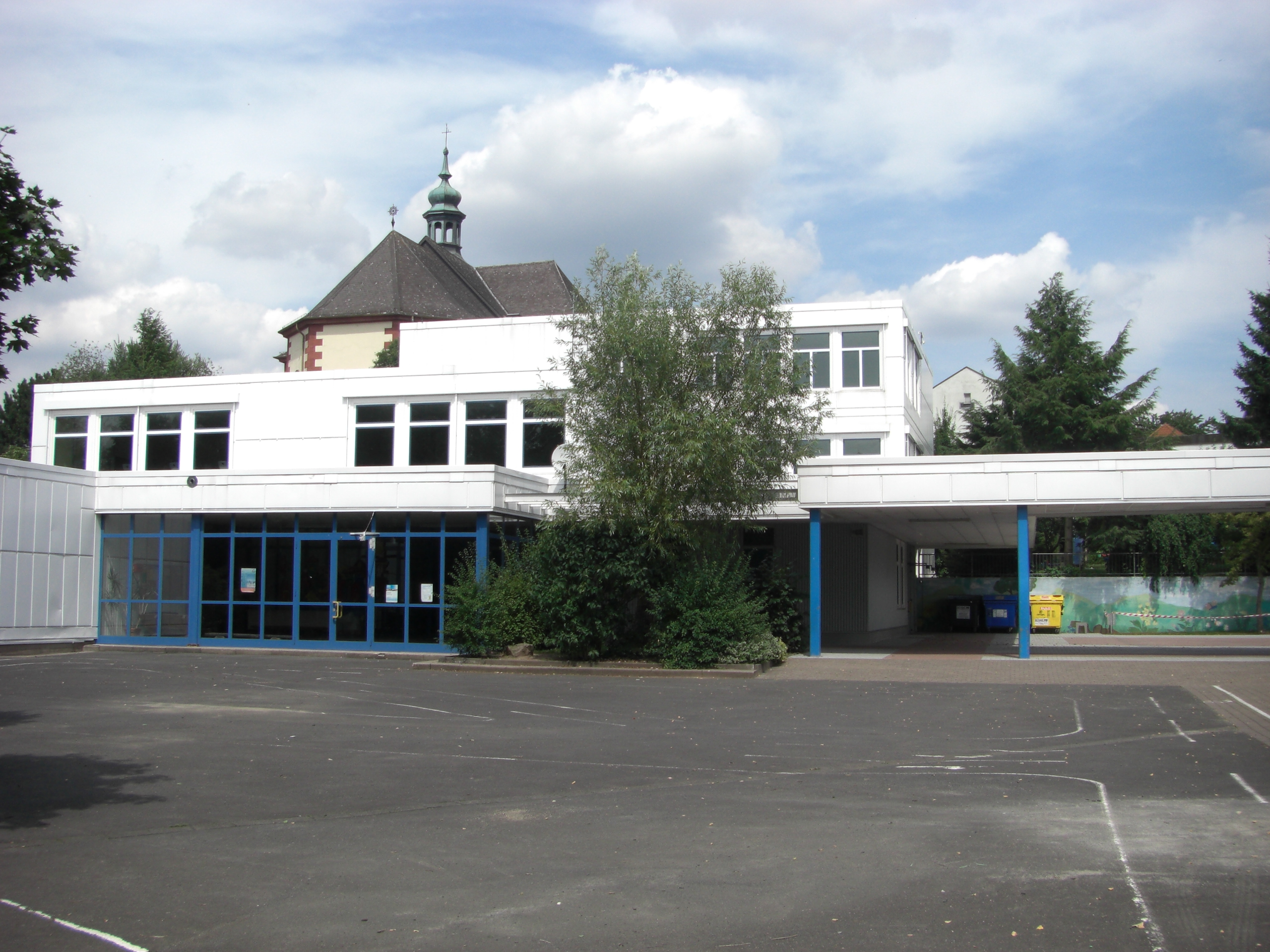
Bauteil 3 der Fliedetalschule

Die Kleinkinderbetreuung Die kleinen Strolche des Vereins Menschenkinder Flieden sowie die Kindergärten St. Martin und St. Joseph in Flieden und St. Nikolaus in Rückers und Magdlos sorgen für die vorschulische Betreuung von Kindern.
In Flieden gibt es die Fliedetalschule, eine von 380 Schülern besuchte Grundschule mit angeschlossener Förderstufe (108 Schüler). Die Schule besteht aus drei Gebäudeteilen, der älteste ist zu Beginn des 20. Jahrhunderts entstanden und enthielt ursprünglich noch eine Lehrerwohnung. Die beiden weiteren Gebäudeteile sind Neubauten aus den 1950er und 1970er Jahren. Der Sportunterricht findet in der angeschlossenen Kreissporthalle statt. Die Ursprünge dieser Schule reichen bis ins 17. Jahrhundert, als ein Kirchendiener für die Schulbildung der gesamten Pfarrei zuständig war. Im 18. Jahrhundert entstanden eigenständige Schulen in Rückers, Magdlos, Schweben und Höf und Haid. Zu Beginn des 20. Jahrhunderts wurden in Flieden Grund- und Hauptschüler unterrichtet, bis 1973 die Gesamtschule in Neuhof für die weiterführende Schulbildung zuständig wurde. Ein Jahr später wurden die Grundschulen in Schweben, Höf und Haid, Magdlos und Döngesmühle aufgelöst und die Schüler in Flieden vereinigt.
Die Steinkammerschule in Rückers besteht weiterhin als eigenständige Einrichtung.
Für die weiterführende Bildung sorgen die Gesamtschule in Neuhof, fünf allgemeine und drei berufliche Gymnasien sowie drei Berufsschulen in Fulda.
Die Pfarrei Flieden betreibt seit 1907 eine Pfarr- und Gemeindebücherei mit circa 5000 Medien im Pfarrheim in Flieden und einer Zweigstelle im Dorfgemeinschaftshaus Schweben.

## Persönlichkeiten
Ehrenbürger
- Karl Förster (* 1916; † 2007), Bürgermeister in Flieden von 1946 bis 1976
- Schwester Elmara (Berta Faulstich) (* 6. Dezember 1911 in Seiferts/Rhön; † 14. Februar 2003 in Flieden), Kindergartenleitung von 1934 bis 1979, ab 1985 Ehrenbürgerin
- Heribert Kempf (* 19. März 1929 in Fulda; † 9. März 2023); ehrenamtlicher Bürgermeister in Buchenrod von 1964 bis 1972, Erster Beigeordneter der Gemeinde Flieden von 1972 bis 2000, Kreistagsmitglied, ab 2000 Ehrenbürger der Gemeinde Flieden.
- Gerhard Benzing (* 22. März 1932 in Neuses; † 10. Mai 2008 in Fulda), katholischer Pfarrer in St. Goar Flieden von 1973 bis 2006, von 1988 bis 2002 Dekan im Dekanat Neuhof, ab 1975 Präses der KAB in Flieden und ab 2006 Ehrenbürger der Gemeinde Flieden für seine Verdienste um die Gemeinde.[16]
- Robert Müller (* 25. Januar 1928; † 7. August 2021), Gründer des Unternehmens Metzgerei Robert Müller[35][36]
- Winfried Happ (* 12. Juli 1948), Träger des Verdienstkreuzes am Bande des Verdienstordens der Bundesrepublik Deutschland, Gründer des Unternehmens Reisebüro Happ, Kommunalpolitiker, Erster Beigeordneter der Gemeinde Flieden von 2000 bis 2019, Vorstand SV Buchonia Flieden[37]

Söhne und Töchter des Ortes
- Johann Joseph Betz (1814–1858), Bürgermeister und Mitglied des kurhessischen Landtags